# Общество карельского языка
Общество карельского языка (карел. Karjalan Kielen Seura) — общественная организация, созданная в 1995 году для популяризации карельского языка как в Финляндии, так и за рубежом, главным образом — в России. Организация была создана в городе Йоэнсуу, возглавляет её карельский поэт и священнослужитель Лев (Макконен). Цель организации — повышение интереса к карельским языку, издание литературы на нём, поддержка изучения карельского, организация досуга и творческой деятельности.

## Деятельность
В 2010 году Общество карельского языка стало одним из организаторов мероприятий, приуроченных к 175-летию карело-финского эпоса «Калевала». В 2011 году Обществом карельского языка началось издание журнала на карельском языке «Karjal Žurnualu» (в основном на ливвиковском диалекте, но собственно карельский и тверской также представлены). В 2012 году Общество карельского языка выпустило рекордное количество книг на карельском языке. Также по заказу Общества карельского языка, государственной телерадиокомпанией «Yle» еженедельно по пятницам осуществляется выпуск карелоязычных новостей на радио.

## Сотрудничество
- Православная церковь Финляндии
- Yle
- Карельское просветительское общество (ссылка Архивная копия от 19 сентября 2021 на Wayback Machine)
- Российский центр науки и культуры (с 2021 года — «Русский дом»[5], представительство Россотрудничества) в Хельсинки[6].
- Союз карельского народа
- Молодая Карелия